# Brenton Rickard
Brenton Rickard (Brisbane (Queensland), 14 oktober 1983) is een voormalige Australische zwemmer die zijn vaderland vertegenwoordigde op de Olympische Zomerspelen 2008 in Peking en op de Olympische Zomerspelen 2012 in Londen.

## Carrière
Rickard maakte zijn internationale debuut op de wereldkampioenschappen kortebaanzwemmen 2002 in Moskou. Op zijn enige afstand, de 200 meter schoolslag werd hij uitgeschakeld in de series. 
Op de wereldkampioenschappen zwemmen 2003 in Barcelona strandde Rickard in de halve finales op zowel de 50 als de 100 meter schoolslag. 
Op de wereldkampioenschappen kortebaanzwemmen 2004 in Indianapolis veroverde de Australiër op alle schoolslagafstanden de zilveren medaille. Op de 4x100 meter wisselslag pakte hij samen met Matt Welsh, Andrew Richards en Andrew Mewing ook een zilveren medaille.

### 2005-2008
In Montreal op de wereldkampioenschappen zwemmen 2005 bereikte Rickard een achtste plaats op de 50 meter schoolslag. Op de 100 en 200 meter schoolslag strandde de Australiër in de halve finales. Met zijn landgenoten Andrew Lauterstein, Andrew Richards en Michael Klim eindigde hij op de zesde op de 4x100 meter wisselslag.
Op de Gemenebestspelen 2006 in Melbourne pakte Rickard de zilveren medaille op de 200 meter schoolslag. Op zowel de 50 als de 100 meter schoolslag ging hij met het brons naar huis. Op de 4x100 meter wisselslag pakte hij de gouden medaille, samen met Matt Welsh, Michael Klim en Eamon Sullivan. Enkele weken later veroverde de Australiër het zilver op zowel de 100 als de 200 meter schoolslag tijden de wereldkampioenschappen kortebaanzwemmen 2006 in Shanghai. Op de 50 meter schoolslag eindigde Rickard net naast het podium, op de vierde plaats. Op de 4x100 meter wisselslag werd hij samen met Matt Welsh, Adam Pine en Ashley Callus wereldkampioen. Op de Pan Pacific kampioenschappen zwemmen 2006 in Victoria veroverde hij de zilveren medaille op de 100 meter schoolslag achter toenmalig wereldrecordhouder Brendan Hansen. Op de 200 meter schoolslag hij met de vierde plaats net naast het podium. Op de 4x100 meter wisselslag pakte hij samen met Matt Welsh, Andrew Lauterstein en Eamon Sullivan de bronzen medaille.
Op de wereldkampioenschappen zwemmen 2007 in Melbourne werd Rickard vice-wereldkampioen op de 200 meter schoolslag, hij moest alleen de Japanner Kosuke Kitajima voor zich dulden. Op de 100 meter schoolslag veroverde hij de bronzen medaille en op de 50 meter schoolslag eindigde de Australiër als zevende. Met zijn ploeggenoten Matt Welsh, Andrew Lauterstein en Eamon Sullivan veroverde hij de wereldtitel op de 4x100 meter wisselslag.
Op de Australische zwemkampioenschappen 2008 won hij alle drie de schoolslagafstanden, door deze prestaties plaatste Rickard zich voor de Olympische Zomerspelen 2008 op de 100 en 200 meter schoolslag en de 4x100 meter wisselslag. In Peking veroverde de Australiër het zilver op de 200 meter schoolslag nadat hij eerder vijfde was geworden op de 100 meter schoolslag. Op de 4x100 meter wisselslag behaalde Rickard samen met Hayden Stoeckel, Andrew Lauterstein en Eamon Sullivan de zilveren medaille, achter de Verenigde Staten.

### 2009-2013
Tijdens de wereldkampioenschappen zwemmen 2009 in de Italiaanse hoofdstad Rome veroverde de Australiër de wereldtitel op de 100 meter schoolslag, daarnaast eindigde hij als vierde op de 50 meter schoolslag en als vijfde op de 200 meter schoolslag. Samen met Ashley Delaney, Andrew Lauterstein en Matt Targett sleepte hij de bronzen medaille in de wacht op de 4x100 meter wisselslag.
Op de Pan Pacific kampioenschappen zwemmen 2010 in Irvine legde Rickard beslag op de zilveren medaille op de 200 meter schoolslag, daarnaast eindigde hij als vierde op de 50 meter schoolslag en als vijfde op de 100 meter schoolslag. In Delhi nam de Australiër deel aan de Gemenebestspelen 2010. Op dit toernooi veroverde hij de gouden medaille op de 200 meter schoolslag, de zilveren medaille op de 50 meter schoolslag en de bronzen medaille op de 100 meter schoolslag. Op de 4x100 meter wisselslag sleepte hij samen met Ashley Delaney, Geoff Huegill en Eamon Sullivan de gouden medaille in de wacht. Tijdens de wereldkampioenschappen kortebaanzwemmen 2010 legde Rickard, op de 200 meter schoolslag, beslag op de bronzen medaille, daarnaast eindigde hij als vijfde op de 100 meter schoolslag en strandde hij in de series van de 50 meter schoolslag. Samen met Benjamin Treffers, Geoff Huegill en Matt Abood eindigde hij als vijfde op de 4x100 meter wisselslag.
Op de wereldkampioenschappen zwemmen 2011 in Shanghai eindigde de Australiër als vijfde op de 100 meter schoolslag, daarnaast werd hij uitgeschakeld in de halve finales van de 50 meter schoolslag en in de series van de 200 meter schoolslag. Op de 4x100 meter wisselslag veroverde hij samen met Hayden Stoeckel, Geoff Huegill en James Magnussen de zilveren medaille.
In Londen nam Rickard deel aan de Olympische Zomerspelen van 2012, op dit toernooi eindigde hij als zesde op de 100 meter schoolslag en als zevende op de 200 meter schoolslag. Samen met Hayden Stoeckel, Matt Targett en Tommaso D'Orsogna zwom hij in de series van de 4x100 meter wisselslag, in de finale sleepten Stoeckel en Targett samen met Christian Sprenger en James Magnussen de bronzen medaille in de wacht. Voor zijn aandeel in de series werd Rickard beloond met de bronzen medaille.
Op de wereldkampioenschappen zwemmen 2013 in Barcelona kwam Rickard niet verder dan de series op zowel de 50 meter als de 100 meter schoolslag. Op 5 augustus 2013, één dag na het einde van de wereldkampioenschappen, maakte de Australiër op zijn facebookpagina bekend te stoppen met het zwemmen van wedstrijden.

## Internationale toernooien
| Jaar | Olympische Spelen                                                                          | WK langebaan                                                                      | WK kortebaan                                                                     | PanPacs                                                  | Gemenebestspelen                                                       |
| ---- | ------------------------------------------------------------------------------------------ | --------------------------------------------------------------------------------- | -------------------------------------------------------------------------------- | -------------------------------------------------------- | ---------------------------------------------------------------------- |
| 2002 |                                                                                            |                                                                                   | 17e 200m schoolslag                                                              | geen deelname                                            | geen deelname                                                          |
| 2003 |                                                                                            | 10e 50m schoolslag 10e 100m schoolslag                                            |                                                                                  |                                                          |                                                                        |
| 2004 | geen deelname                                                                              |                                                                                   | 50m schoolslag · 100m schoolslag · 200m schoolslag · 4x100m wisselslag           |                                                          |                                                                        |
| 2005 |                                                                                            | 8e 50m schoolslag 10e 100m schoolslag 13e 200m schoolslag 6e 4x100m wisselslag    |                                                                                  |                                                          |                                                                        |
| 2006 |                                                                                            |                                                                                   | 4e 50m schoolslag · 100m schoolslag · 200m schoolslag · 4x100m wisselslag        | 100m schoolslag · 4e 200m schoolslag · 4x100m wisselslag | 50m schoolslag · 100m schoolslag · 200m schoolslag · 4x100m wisselslag |
| 2007 |                                                                                            | 7e 50m schoolslag · 100m schoolslag · 200m schoolslag · 4x100m wisselslag         |                                                                                  |                                                          |                                                                        |
| 2008 | 5e 100m schoolslag · 200m schoolslag · 4x100m wisselslag                                   |                                                                                   | geen deelname                                                                    |                                                          |                                                                        |
| 2009 |                                                                                            | 4e 50m schoolslag · 100m schoolslag · 5e 200m schoolslag · 4x100m wisselslag      |                                                                                  |                                                          |                                                                        |
| 2010 |                                                                                            |                                                                                   | 19e 50m schoolslag · 5e 100m schoolslag · 200m schoolslag · 5e 4x100m wisselslag | 4e 50m schoolslag · 5e 100m schoolslag · 200m schoolslag | 50m schoolslag · 100m schoolslag · 200m schoolslag · 4x100m wisselslag |
| 2011 |                                                                                            | 13e 50m schoolslag · 5e 100m schoolslag · 21e 200m schoolslag · 4x100m wisselslag |                                                                                  |                                                          |                                                                        |
| 2012 | 6e 100m schoolslag · 7e 200m schoolslag · 4x100m wisselslag · Rickard zwom enkel de series |                                                                                   | geen deelname                                                                    |                                                          |                                                                        |
| 2013 |                                                                                            | 20e 50m schoolslag 17e 100m schoolslag                                            |                                                                                  |                                                          |                                                                        |

## Persoonlijke records
Bijgewerkt tot en met 13 augustus 2013
Kortebaan
| Afstand         | Tijd    | Datum            | Plaats   |
| --------------- | ------- | ---------------- | -------- |
| 50m schoolslag  | 26,62   | 27 april 2008    | Canberra |
| 100m schoolslag | 57,79   | 16 december 2010 | Dubai    |
| 200m schoolslag | 2.04,33 | 17 december 2010 | Dubai    |

Langebaan
| Afstand         | Tijd    | Datum        | Plaats |
| --------------- | ------- | ------------ | ------ |
| 50m schoolslag  | 26,95   | 29 juli 2009 | Rome   |
| 100m schoolslag | 58,58   | 27 juli 2009 | Rome   |
| 200m schoolslag | 2.07,89 | 30 juli 2009 | Rome   |